# Jelly Belly Cycling/2011
Deze pagina geeft een overzicht van de Jelly Belly presented by Kenda wielerploeg in 2011.

## Algemeen
Sponsor: Jelly Belly
Algemeen manager:
Ploegleiders: Andrew Jimenez, Danny Van Haute
Fietsmerk: Orbea

## Renners
| Naam                 | Geboortedatum | Nationaliteit    | Ploeg 2010        |
| -------------------- | ------------- | ---------------- | ----------------- |
| Cameron Cogburn      | 24-01-1986    | Verenigde Staten | neoprof           |
| William Dickeson     | 26-03-1983    | Australië        |                   |
| Alex Hagman          | 16-12-1983    | Verenigde Staten | Bahati Foundation |
| Nic Hamlton          | 10-10-1986    | Canada           | neoprof           |
| Ken Hanson           | 14-04-1982    | Verenigde Staten | Type 1            |
| Sergio Hernández     | 08-01-1985    | Verenigde Staten |                   |
| Charles Bradley Huff | 05-02-1979    | Verenigde Staten |                   |
| Alastair Loutit      | 20-02-1990    | Australië        | neoprof           |
| Sean Mazich          | 11-05-1986    | Verenigde Staten |                   |
| Carson Miler         | 09-01-1989    | Verenigde Staten | neoprof           |
| Emerson Oronte       | 29-01-1990    | Verenigde Staten | neoprof           |
| Jeremy Powers        | 29-06-1983    | Verenigde Staten |                   |
| Bernard Van Ulden    | 11-09-1979    | Verenigde Staten |                   |

2000 · 2001 · 2002 · 2003 · 2004 · 2005 · 2006 · 2007 · 2008 · 2009 · 2010 · 2011 · 2012